# IHeartRadio Music Awards de 2020
O iHeartRadio Music Awards de 2020 estava originalmente programado para acontecer em 29 de março de 2020. A cerimônia seria apresentada pelo cantor Usher e transmitida pela Fox. A votação online dos, em todas as categorias, continuou conforme programado anteriormente, até 23 de março, com a categoria Melhor Exército de Fãs permanecendo aberta para votação até 27 de março. O evento foi posteriormente cancelado em 24 de agosto de 2020, devido à pandemia de COVID-19, e os vencedores foram revelados entre 4 e 7 de setembro de 2020. Após o cancelamento, Usher seria posteriormente o anfitrião da cerimônia de 2021, em 27 de maio de 2021.
Billie Eilish e Shawn Mendes lideraram a lista de indicados, com um total de 7 indicações cada, seguidos por Taylor Swift e Camila Cabello, que empataram com seis. Billie Eilish foi a artista mais premiada, com quatro vitorias no total.

## Vencedores e indicados
| Canção do Ano | Cantora do Ano |
| --- | --- |
| - "Truth Hurts" – Lizzo - "Bad Guy" – Billie Eilish - "Old Town Road" – Lil Nas X - "Señorita" – Shawn Mendes e Camila Cabello - "Sucker" – Jonas Brothers | - Billie Eilish - Ariana Grande - Halsey - Lizzo - Taylor Swift |
| Cantor do Ano | Melhor Dupla/Grupo do Ano |
| - Post Malone - Ed Sheeran - Khalid - Luke Combs - Shawn Mendes | - Jonas Brothers - Dan + Shay - Imagine Dragons - Maroon 5 - Panic! at the Disco |
| Álbum do Ano (por gênero) | Melhor Colaboração |
| - R&B: Khalid – Free Spirit - Hip-Hop: Juice Wrld – Death Race for Love - Pop: Taylor Swift – Lover - Rock: Tool – Fear Inoculum - Country: Luke Combs – What You See Is What You Get - Rock Altenativo: Billie Eilish – When We All Fall Asleep, Where Do We Go? - Dance: The Chainsmokers – World War Joy - Latino: Bad Bunny – X 100pre | - "Señorita" – Shawn Mendes e Camila Cabello - "Dancing with a Stranger" – Sam Smith e Normani - "Eastside" – Benny Blanco, Halsey e Khalid - "I Don't Care" – Ed Sheeran e Justin Bieber - "Sunflower" – Post Malone e Swae Lee |
| Artista do Ano com Mais Likes | Canção do Ano com Mais Likes |
| Post Malone | "Sunflower" – Post Malone e Swae Lee |
| Artista Revelação de Pop | Canção de Rock Alternativo do Ano |
| - Lizzo - Ava Max - Fletcher - Lewis Capaldi - Lil Nas X | - "Bad Guy" – Billie Eilish - "Doin' Time" – Lana Del Rey - "Ready to Let Go" – Cage the Elephant - "The Hype" – Twenty One Pilots - "Trampoline" – Shaed |
| Artista de Rock Alternativo do Ano | Artista Revelação de Rock/Rock Alternativo |
| - Billie Eilish - Cage the Elephant - Imagine Dragons - Panic! at the Disco - Twenty One Pilots | - Shaed - Dirty Honey - Dominic Fike - Matt Maeson - The Glorious Sons |
| Canção de Rock do Ano | Artista de Rock do Ano |
| - "Ghost" - Badflower - "Blue on Black" – Five Finger Death Punch - "Lo/Hi" – The Black Keys - "Monsters" – Shinedown - "S.O.S. (Sawed Off Shotgun)" – The Glorious Sons | - Disturbed - Five Finger Death Punch - Godsmack - Greta Van Fleet - Shinedown |
| Canção Country do Ano | Artista Country do Ano |
| - "Beautiful Crazy" – Luke Combs - "Girl" – Maren Morris - "God's Country" – Blake Shelton - "The Ones That Didn't Make It Back Home" – Justin Moore - "Whiskey Glasses" – Morgan Wallen | - Luke Combs - Carrie Underwood - Dan + Shay - Luke Bryan - Thomas Rhett |
| Artista Revelação de Country | Canção de Dance do Ano |
| - Morgan Wallen - Jimmie Allen - Matt Stell - Riley Green - Runaway June | - "Close to Me" – Ellie Goulding, Diplo e Swae Lee - "Body" – Loud Luxury com part. de Brando - "Here with Me" – Marshmello com part. de Chvrches - "Higher Love" – Kygo e Whitney Houston - "So Close" – NOTD e Felix Jaehn com part. de Captain Cuts e Georgia Ku |
| Artista de Dance do Ano | Canção de Hip-Hop do Ano |
| - Marshmello - Diplo - Kygo - Loud Luxury - The Chainsmokers | - "Suge" – DaBaby - "Going Bad" – Meek Mill com part. de Drake - "Money in the Grave" – Drake com part. de Rick Ross - "Money" – Cardi B - "Old Town Road" – Lil Nas X |
| Artista de Hip-Hop do Ano | Artista Revelação de Hip-Hop |
| - Drake - Cardi B - Lil Baby - Meek Mill - Travis Scott | - DaBaby - City Girls - Lil Nas X - Lizzo - Megan Thee Stallion |
| Canção de R&B do Ano | Artista de R&B do Ano |
| - "No Guidance" – Chris Brown com part. de Drake - "Before I Let Go" – Beyoncé - "Girls Need Love (Remix)" – Summer Walker e Drake - "Shot Clock" – Ella Mai - "Talk" – Khalid | - H.E.R. - Chris Brown - Ella Mai - Khalid - Summer Walker |
| Artista Revelação de R&B | Canção de Pop Latino/Urbana do Ano |
| - Summer Walker - Ari Lennox - LightSkinKeisha - Nicole Bus - The Bonfyre | - "Con Calma" – Daddy Yankee e Katy Perry com part. de Snow - "Calma" – Pedro Capó e Alicia Keys com part. de Farruko - "Mia" – Bad Bunny com part. de Drake - "Qué Pretendes" – Bad Bunny e J Balvin - "Taki Taki" – DJ Snake com part. de Selena Gomez, Ozuna e Cardi B |
| Artista de Pop Latino/Urbana do Ano | Artista Revelação de Pop Latino/Urbana |
| - Ozuna - Bad Bunny - Daddy Yankee - J Balvin - Maluma | - Rosalía - Camilo - Guaynaa - Lunay - Sech |
| Canção de Musica Regional Mexicana do Ano | Artista de Musica Regional Mexicana do Ano |
| - "A Través Del Vaso" – Banda Los Sebastianes - "¿Por Qué Cambiaste De Opinión" – Calibre 50 - "Con Todo Incluido" – La Adictiva Banda San José De Mesillas - "Encantadora" – El Fantasma - "Nada Nuevo" – Christian Nodal | - Christian Nodal - Banda MS - Calibre 50 - El Fantasma - La Arrolladora Banda El Limón |
| Produtor do Ano | Compositor do Ano |
| - Finneas - Andrew Watt - Benny Blanco - Louis Bell - Max Martin | - Louis Bell - Ashley Gorley - Finneas - Frank Dukes - Savan Kotecha |
| Melhores Fãs | Melhor Letra |
| - BTS – B TSArmy - Agnez Mo – Agnation - Ariana Grande – Arianators - Justin Bieber – Beliebers - Camila Cabello – Camilizers - Harry Styles – Harries - Why Don't We – Limelights - Louis Tomlinson – Louies - Shawn Mendes – MendesArmy - Niall Horan – Niallers - Selena Gomez – Selenators - Taylor Swift – Swifties | - Dan + Shay e Justin Bieber – "10,000 Hours" - Ariana Grande – "7 Rings" - Billie Eilish – "Bad Guy" - Ed Sheeran com part. de Khalid – "Beautiful People" - Megan Thee Stallion com part. de Nicki Minaj e Ty Dolla $ign – "Hot Girl Summer" - Lizzo – "Juice" - Selena Gomez – "Lose You to Love Me" - Halsey – "Nightmare" - Shawn Mendes e Camila Cabello – "Señorita" - Lewis Capaldi – "Someone You Loved" - Maren Morris – "The Bones" - Taylor Swift – "You Need to Calm Down"                               |
| Melhor Cover | Melhor Videoclipe |
| - "Dancing with a Stranger" (Sam Smith e Normani) – 5 Seconds of Summer - "Black Dog" (Led Zeppelin) – Miley Cyrus - "Break Up with Your Girlfriend, I'm Bored" (Ariana Grande) – Lana Del Rey - "Can't Stop Loving You" (Phil Collins) – Taylor Swift - "Fooled Around and Fell in Love" (Elvin Bishop) – Miranda Lambert, Maren Morris, Elle King, Ashley McBryde, Tenille Townes e Caylee Hammack - "I'll Be There for You" (The Rembrandts) – Meghan Trainor - "Lover" (Taylor Swift) – Keith Urban - "Someone You Loved" (Lewis Capaldi) – Camila Cabello - "Sucker" (Jonas Brothers) – Halsey | - "Boy with Luv" – BTS com part. de Halsey - "7 Rings" – Ariana Grande - "Bad Guy" – Billie Eilish - "Con altura" – Rosalía, J Balvin e El Guincho - "Con Calma" – Daddy Yankee com part. de Snow - "Dancing with a Stranger" – Sam Smith e Normani - "I Don't Care" – Ed Sheeran e Justin Bieber - "Kill This Love" – Blackpink - "Me!" – Taylor Swift com part. de Brendon Urie - "Old Town Road" – Lil Nas X com part. de Billy Ray Cyrus - "Señorita" – Shawn Mendes e Camila Cabello - "Sucker" – Jonas Brothers |
| Prêmio Estrela Social | Melhor Remix |
| - Asher Angel - Cody Orlove - Danielle Cohn - DeStorm Power - King Bach - Montana Tucker - Niki and Gabi - Piper Rockelle - Scotty Sire - Stephanie Poetri - The Moy Boys - Zoe Laverne | - "Trampoline" – Shaed com Zayn - "Bad Guy" – Billie Eilish e Justin Bieber - "Con Calma" – Daddy Yankee e Katy Perry com part. de Snow - "Good as Hell" – Lizzo com part. de Ariana Grande - "Higher Love" – Kygo com Whitney Houston - "Lover" – Taylor Swift com part. de Shawn Mendes - "Old Town Road" – Lil Nas X com part. de Billy Ray Cyrus - "The Bones" – Maren Morris com part. de Hozier - "Without Me" – Halsey com part. de Juice Wrld                                                                 |
| Fotógrafo de Turnê Favorito | Coreografia de Videoclipe Favorita |
| - Zack Caspary – Why Don't We - Adam Degross – Post Malone - Alfredo Flores – Ariana Grande - Andy DeLuca – 5 Seconds of Summer - Blair Caldwell – Normani - Daniel Prakopcyk – John Mayer - Jake Chamseddine – Panic! At the Disco - Josiah Van Dien – Shawn Mendes - Matty Vogel – Billie Eilish - Rays Corrupted Mind – Travis Scott - Zakary Walters – Ed Sheeran | - "Kill This Love" (Blackpink) – Kyle Hanagami & Kiel Tutin - "7 Rings" (Ariana Grande) – Scott e Brian Nicholson - "How Do You Sleep?" (Sam Smith) – Parris Goebel - "Me!" (Taylor Swift com part. de Brendon Urie) – Tyce Diorio - "Motivation" (Normani) – Sean Bankhead - "Señorita" (Shawn Mendes com Camila Cabello) – Calvit Hodge & Sara Bivens |
| Turnê do Ano | |
| Farewell Yellow Brick Road – Elton John | |